# Renault Sherpa 2
El Renault Sherpa 2 es un camión 4x4 de uso militar destinado a la proyección de unidades de intervención y reconocimiento. Es fabricado por la empresa Renault; dispone de una gran movilidad por todos los terrenos. 

## Características
Se encuentra equipado con una cabina con capacidad para cuatro plazas, una parte trasera de carga de 2,5 m³ con una carga útil de entre 2-3 t, y es capaz de recibir equipo de protección balístico con piso antiminas.
El equipamiento dispone, entre otras características, de frenos ABS, aire acondicionado, precalentador de motor, radio-CD, winch, control de velocidad y dirección hidráulica.
El Renault Sherpa no debe confundirse con el Sherpa Leyland. 
También es fabricado bajo licencia por la empresa estadounidense Mack Trucks en diferentes versiones.

### Variantes
- Sherpa Light Scout: Versión estándar.
- Sherpa Light APC: Transporte blindado de personal.
- Sherpa Light Carrier: Versión para transporte de carga.
- Sherpa Light Special Forces: Versión para operaciones especiales.[2]

## Galería

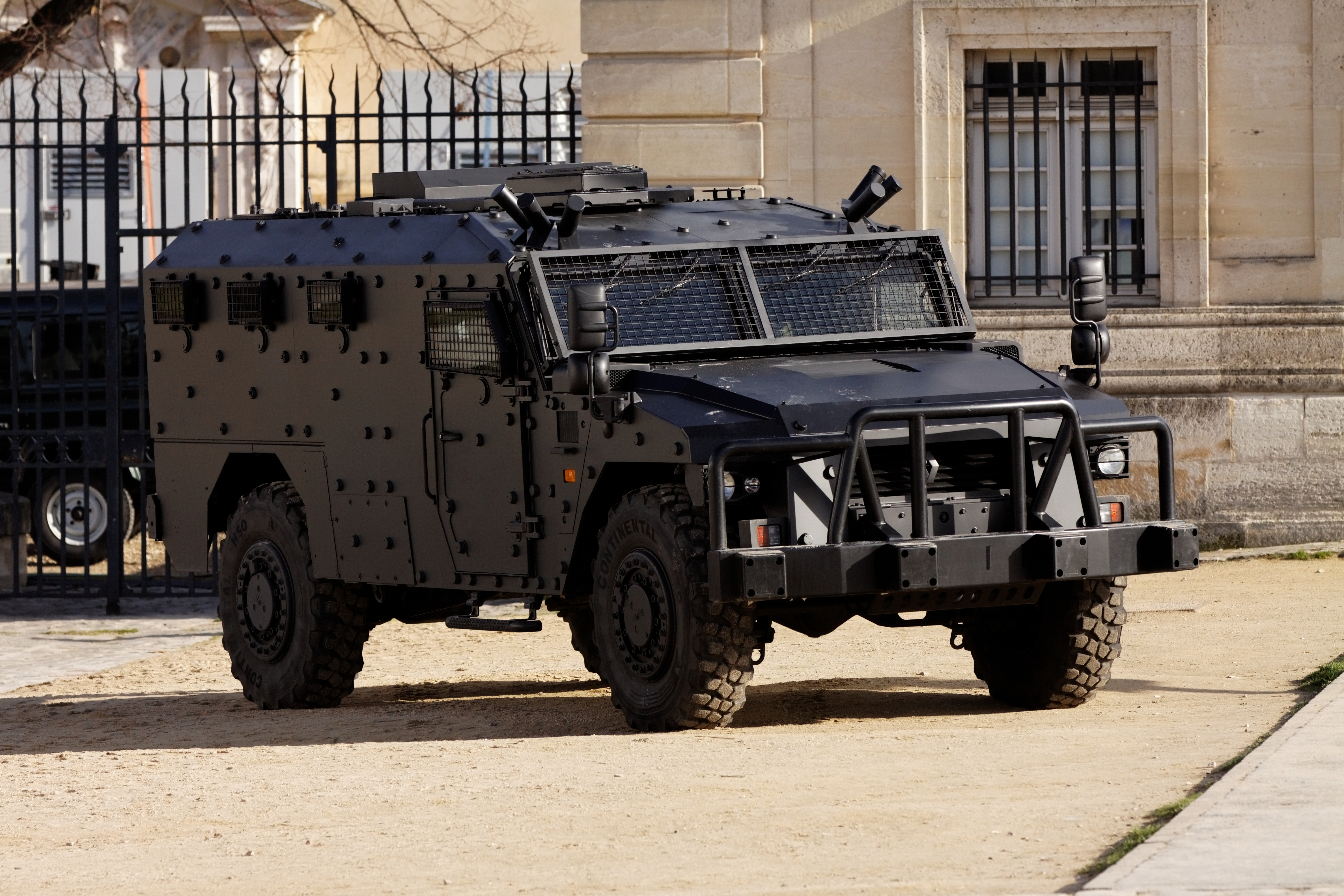
Sherpa Light APC
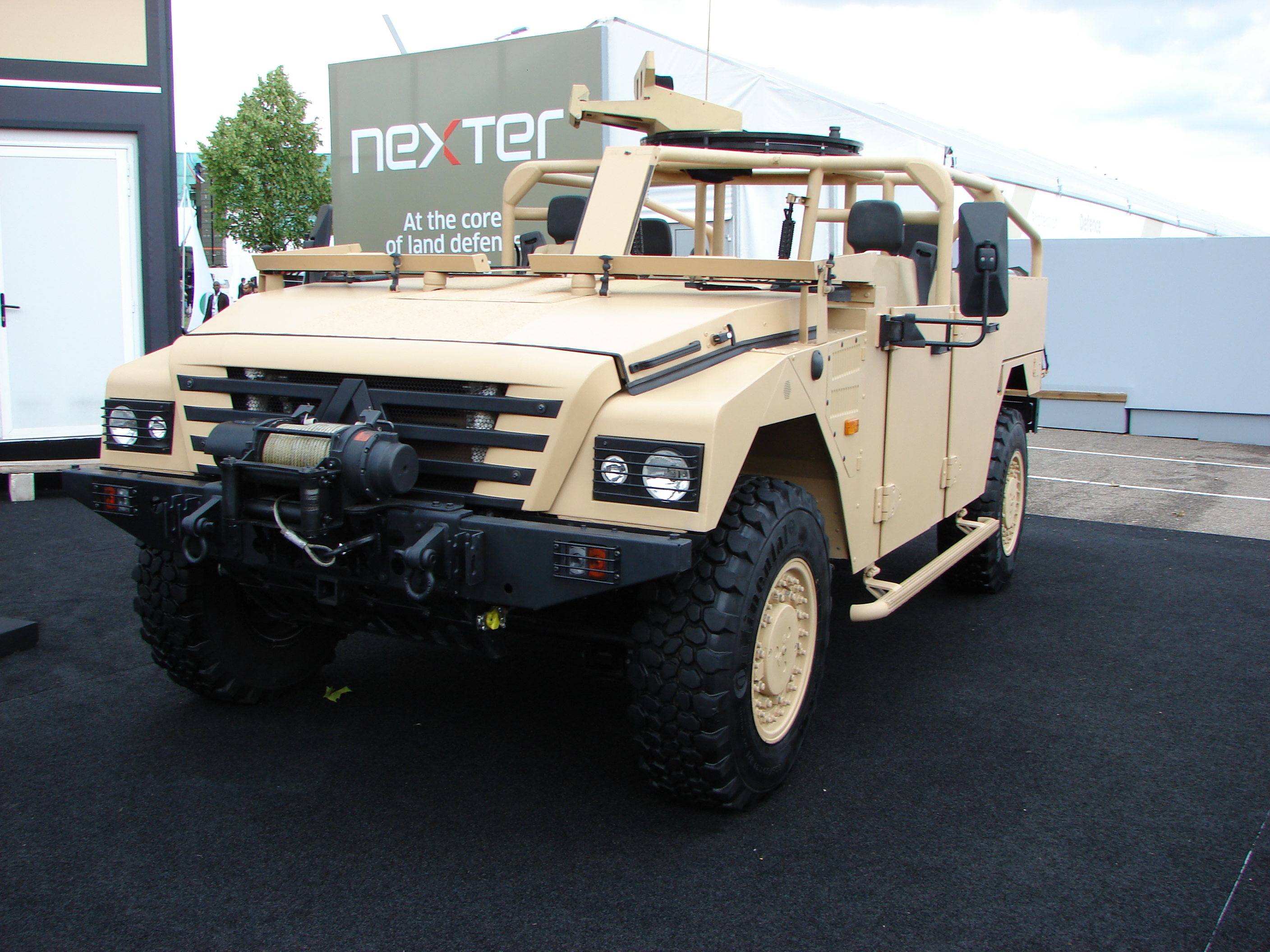
Sherpa Light Special Forces
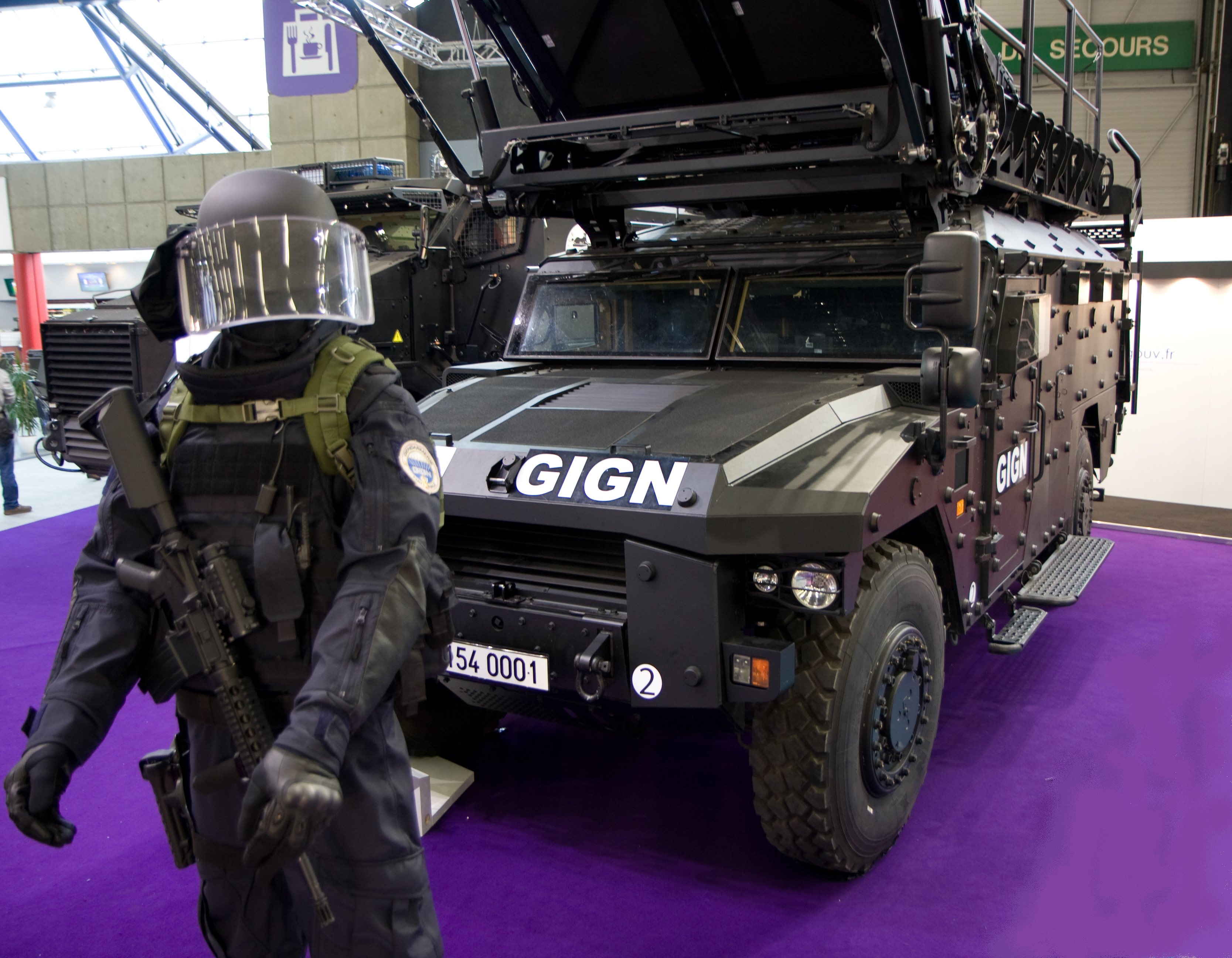
Sherpa Light APC del GIGN